# Marcello Gemmato
Marcello Gemmato (Bari, 21 dicembre 1972) è un politico italiano, dal 2 novembre 2022 sottosegretario di Stato al Ministero della salute nel governo Meloni.

## Biografia
Laureato nella città natale in farmacia con specializzazione di farmacia ospedaliera, svolge la professione di farmacista. Inizia la sua militanza politica fin da giovanissimo seguendo le orme del padre nel Movimento Sociale Italiano.
È attivo a livello studentesco prima nel Fronte Universitario d'Azione Nazionale e poi in Azione Universitaria. Viene eletto rappresentante degli studenti nel Senato accademico della Università degli Studi di Bari.
Dal 2002 fino al suo scoglimento nel 2009 è stato componente dell’Assemblea Nazionale di Alleanza Nazionale.
Nel 2007 fonda l'associazione politico-culturale Levante.
Alle elezioni amministrative del 2009 si candida al consiglio comunale di Bari, tra le liste de Il Popolo della Libertà (PdL), dove viene eletto consigliere comunale.
Nel 2012 aderisce alla scissione dal PdL per fondare Fratelli d'Italia.
Alle elezioni politiche del 2018 si candida alla Camera dei deputati, tra le liste di Fratelli d'Italia nella circoscrizione Puglia, dov'è eletto deputato. Nel corso della XVIII legislatura è stato componente e segretario della 12ª Commissione Affari sociali.

### Sottosegretario alla Salute
Alle elezioni politiche anticipate del 25 settembre 2022 viene ricandidato alla Camera per Fratelli d'Italia, nei collegi plurinominali Puglia 3 come capolista e Puglia 2 in seconda posizione dietro a Giorgia Meloni, venendo rieletto deputato in quest'ultimo collegio.
Con la vittoria della coalizione di centro-destra alle politiche del 2022 e la seguente nascita del governo presieduto da Giorgia Meloni, il 31 ottobre 2022 viene indicato dal Consiglio dei Ministri come sottosegretario di Stato al Ministero della salute nel governo Meloni, entrando in carica dal 2 novembre seguente e affiancando il ministro Orazio Schillaci.

## Posizioni politiche
Gemmato ha più volte espresso delle perplessità sulle politiche adottate per il contrasto alla pandemia di Covid-19, sostenendo che fossero frutto di un «approccio ideologico».
In un intervento alla trasmissione televisiva Re Start sostenne che i risultati raggiunti da tali politiche fossero insufficienti, affermando che «per larga parte della pandemia l'Italia è stata prima per mortalità, terza per letalità». Durante la stessa trasmissione, sostenne anche che non vi fosse prova che i vaccini contro il COVID-19 avessero effettivamente migliorato la situazione in Italia, anche se successivamente dichiarò di aver «sempre sostenuto la validità dei vaccini e la capacità che hanno di proteggere, soprattutto i più fragili».